# 卡门·巴思
卡门·巴思（英語：Carmen Barth，1912年9月13日—1985年9月17日），美国男子拳击运动员。他曾代表美国参加1932年夏季奥林匹克运动会拳击比赛，获得一枚金牌。他于1985年去世，享年73岁。